# Rainer Hörig
Rainer Hörig (* April 1956 in Bonn; † 21. Mai 2024 ebenda) war ein deutscher Journalist, Autor und Fotograf, der vor allem über die aktuelle Geschichte Indiens und Themen der „Dritten Welt“ publizierte.

## Leben
Hörig wuchs in Bonn auf. An einem evangelischen Internat in Gütersloh absolvierte er 1975 das Abitur. Hörig ging nach Berlin und studierte an der FU Berlin Publizistik, Ethnologie, Indologie und Theaterwissenschaften. 1985 erlangte er einen Magister-Abschluss an der FU Berlin.
Aufgrund von Reisen nach Marokko, Jamaika, Guatemala, nach Indien und in mehrere europäische Länder entwickelte Hörig nach eigenen Angaben ein „Interesse an den Beziehungen zwischen den wohlhabenden Ländern im Norden und den sich entwickelnden Ländern im Süden des Globus“. In diesem Rahmen arbeitete er mit mehreren Menschenrechtsorganisationen und Bürgerinitiativen wie der Gesellschaft für bedrohte Völker und der Aktionsgemeinschaft Solidarische Welt zusammen.
Seine Berichte über einen Konflikt um Staudamm-Bauten im Tal des indischen Flusses Narmada trugen Hörig einen einjährigen „Landesverweis“ ein, so dass er für eine Zeit wieder nach Deutschland ging. Hörig berichtete umfangreich über die Lage der indischen Ureinwohner Adivasi und Umweltbewegungen in Indien.
Hörig war mit einer Inderin verheiratet, wohnte in Pune und zuletzt in Bonn. 

## Preise
- 1991: Medienpreis Entwicklungspolitik in der Kategorie Hörfunk
- 2014: Gisela-Bonn-Preis

## Veröffentlichungen (Auswahl)
- Auf Gandhis Spuren : soziale Bewegungen und ökologische Tradition in Indien, München: Beck 1995, (Beck’sche Reihe 1097).
- Selbst die Götter haben sie uns geraubt : Indiens Adivasi kämpfen ums Überleben, mit einem Vorwort von Robert Jungk, Göttingen ; Berlin (Ost) ; Wien ; Bern : Gesellschaft für bedrohte Völker 1990 (Pogrom-Taschenbücher 1020), ISBN 3-922197-26-4.
- Indien ist anders : ein politisches Reisebuch, Reinbek bei Hamburg : Rowohlt 1987, (rororo aktuell 5924), ISBN 3-499-15924-4.